# Tibiomus congoensis
Tibiomus congoensis är en mångfotingart som beskrevs av Chamberlin 1927. Tibiomus congoensis ingår i släktet Tibiomus och familjen Odontopygidae. Inga underarter finns listade i Catalogue of Life.